# Verfassungsgerichtsbarkeit (Schweiz)
Verfassungsgerichtsbarkeit bezeichnet die Befugnis von Gerichten, Rechtsakte (Gesetze, Verordnungen) auf ihre Vereinbarkeit mit der Verfassung zu prüfen. In der Schweiz ist sie schwach ausgestaltet. Die richterliche Kontrolle von Bundesgesetzen und -verordnungen ist nur eingeschränkt möglich. Wegen Art. 190 der Bundesverfassung (BV) sind alle rechtsanwendenden Behörden (Gerichte und Verwaltungen) verpflichtet, ein Bundesgesetz anzuwenden, wenngleich es verfassungswidrig ist. Die einzige Ausnahme besteht beim Völkerrecht, dem das Bundesgericht in ständiger Rechtsprechung Vorrang vor nationalem Recht gibt. Verordnungen des Bundesrates (der Bundesregierung) können wie die Bundesgesetze nicht abstrakt angefochten werden. Sollte ein Gericht in einem Verfahren feststellen, dass eine einschlägige Verordnung nicht mit der Verfassung vereinbar ist, darf es ihr die Anwendung versagen.

## Grundlagen
Die Verfassungsgerichtsbarkeit stellt eine besondere Form der Normenkontrolle dar. Bei der Normenkontrolle werden Bestimmungen unterhalb der Verfassungsstufe überprüft, ob sie mit der Verfassung übereinstimmen. Dabei werden zwei Haupttypen unterschieden: die abstrakte und die konkrete Normenkontrolle.
Bei der abstrakten Normenkontrolle wird der Erlass (zumeist ein Gesetz) als solcher – losgelöst von einem Anwendungsfall – überprüft. Anfechtungsobjekt ist allein der Erlass. Ist die Norm verfassungswidrig, wird sie aufgehoben. Bei der konkreten Normenkontrolle (auch: akzessorische, inzidente) wird hingegen das Gesetz oder die Verordnung anlässlich der Anfechtung eines darauf gestützten Einzelaktes (Verfügung oder Gerichtsurteil) auf Verfassungsmässigkeit geprüft. Angefochten wird nicht der Erlass, sondern der Einzelakt, der sich auf den Erlass stützt. Das hat zur Folge, dass dem Erlass nur im Einzelfall die Anwendung versagt werden kann. Bei der konkreten Normenkontrolle wird also überprüft, ob der Erlass, der hinter dem Einzelakt steht, mit der Verfassung übereinstimmt.
Schlussendlich existiert noch die reine Anwendungskontrolle. Sie beschränkt sich auf die Frage, ob ein Erlass, der verfassungsgemäss ist, möglicherweise verfassungswidrig gehandhabt wird. Die Verfassungswidrigkeit liegt in diesem Fall ausschliesslich im Einzelakt und nicht in der Norm, auf die er sich stützt. Das unterscheidet sie von der konkreten Normenkontrolle, bei der ebenfalls der Erlass überprüft wird.
Mit einer Verfassungsbeschwerde kann eine Verletzung verfassungsmässiger Rechte vor dem Bundesgericht geltend gemacht werden.

## Bund
[...]
4 Akte der Bundesversammlung und des Bundesrates können beim Bundesgericht nicht angefochten werden. Ausnahmen bestimmt das Gesetz.
Art. 190 BV

### Ausübung der Verfassungsgerichtsbarkeit durch das Bundesgericht
Die wichtigste Funktion der Verfassungsgerichtsbarkeit des Bundesgerichts ist es, die verfassungsmässigen Rechte der Bürger zu schützen. Das sind sämtliche Grundrechte der Bundesverfassung und einige Verfassungsnormen, die rechts- oder bundesstaatlicher Natur sind, zum Beispiel der Grundsatz der Gewaltenteilung oder der Vorrang des Bundesrechts.
Das Bundesgericht übt die Verfassungsgerichtsbarkeit gegenüber den Kantonen uneingeschränkt aus. Es prüft frei, ob kantonales Recht die Bundesverfassung verletzt. Bei der Überprüfung kantonaler Erlasse geht es vor allem um Gesetze und Verordnungen, aber auch um Rechtsetzungsakte der Gemeinden und Konkordate. Erlasse können sowohl im Verfahren der konkreten als auch der abstrakten Normenkontrolle angefochten werden. Eine Einschränkung bilden die Kantonsverfassungen: Da die Bundesversammlung die Kantonsverfassungen gewährleistet (Art. 51 BV), können sie nur bedingt auf Übereinstimmung mit der Bundesverfassung überprüft werden (siehe Kantonsverfassung#Verfahren). Die abstrakte Normenkontrolle entfällt ganz, die konkrete teilweise. Eine Beschwerde kann auch gegen Verfügungen von kantonalen Behörden geführt werden, wenn sie verfassungsmässige Rechte verletzen (Verfassungsbeschwerde: Art. 113, Art. 166 BGG).
Ob Erlasse des Bundes vom Bundesgericht auf ihre Verfassungsmässigkeit überprüft werden können, wird dadurch bestimmt, welches Staatsorgan beziehungsweise welche Behörde dahinter steht – ausser bei der reinen Anwendungskontrolle, die bei Erlassen des Bundes uneingeschränkt zulässig ist. Auch Verfügungen von Bundesbehörden können beim Bundesgericht angefochten werden (Art. 82 BGG); als erste Instanz urteilt indes das Bundesverwaltungsgericht.

### Einschränkung des Prüfungsrechts
Die oben ausgeführten Möglichkeiten der Normenkontrolle sind auf Bundesebene erheblich eingeschränkt. Das Bundesgericht ist an die Bundesgesetze gebunden, wenngleich sie verfassungswidrig sind (Art. 190 BV). Bei Bundesgesetzen und dem Völkerrecht sind abstrakte und konkrete Normenkontrolle grundsätzlich ausgeschlossen. Bundesgesetze und Völkerrecht geniessen einen Anwendungsvorrang gegenüber der Verfassung und sind «immunisiert». Auch Verordnungen des Bundesrates können nicht als solche angefochten werden. Die konkrete Normenkontrolle ist indes möglich. Der Grund für die Bindung der Gerichte an Bundesgesetze und völkerrechtliche Verträge, die von der Bundesversammlung genehmigt wurden, rührt von einem bestimmten Verständnis der Gewaltenteilung, wonach die Bundesversammlung über den anderen Staatsorganen steht (Parlamentssuprematie). Das bedeutet eine Einschränkung des Rechtsstaatsprinzips gegenüber dem Demokratieprinzip.
Der Anwendungsvorrang der Bundesgesetze unterliegt seinerseits Einschränkungen. Eine nach dem Bundesgesetz erlassene Verfassungsbestimmung geht dem Bundesgesetz vor. Das gilt jedoch nur, wenn sie unmittelbar anwendbar ist und damit keiner gesetzlichen Konkretisierung bedarf. In der Praxis bedeutend ist insbesondere der Vorrang des Völkerrechts vor Bundesgesetzen. Weil Art. 190 BV auch das Völkerrecht für «massgebend» erklärt, stellt sich die Frage, wie eine Kollision zwischen Bundesgesetzen und Völkerrecht zu lösen ist. Zunächst ist das Bundesgericht bestrebt, Bundesrecht völkerrechtskonform auszulegen, um Normkonflikte zu vermeiden. Ist der Widerspruch nicht aufzulösen, tritt die bundesgesetzliche Norm zurück. Die Schubert-Praxis, die als Ausnahme vom Vorrang des Völkerrechts angesehen wird, erachtet das Bundesgericht in seiner jüngsten Rechtsprechung als «weitgehend nicht mehr anwendbar».
Der Vorrang des Völkerrechts hat eine «Quasi-Verfassungsgerichtsbarkeit» (manchmal auch «Verfassungsgerichtsbarkeit durch die Hintertür») bei den Grundrechten zur Folge. Denn die Grundrechtsgarantien der EMRK decken sich weitgehend mit jenen der Bundesverfassung. Beispiel: Das Bundesgericht kann einem Bundesgesetz nicht die Anwendung versagen, wenn es die Religionsfreiheit nach Art. 15 BV verletzt. Gestützt auf Art. 9 EMRK, der ebenfalls die Religionsfreiheit garantiert und dessen Schutzbereich sich stark mit jenem von Art. 15 BV überschneidet, darf es ein Bundesgesetz, das die Religionsfreiheit verletzt, nicht anwenden.
Art. 190 BV enthält ein Anwendungsgebot, kein Überprüfungsverbot. Dem Bundesgericht ist es nicht untersagt, Kritik an Bundesgesetzen zu üben, was es auch gelegentlich tut. Es ist aber dennoch verpflichtet, das Gesetz anzuwenden.

## Kantone
Auch bei der kantonalen Verfassungsgerichtsbarkeit gilt die Unterscheidung zwischen abstrakter und inzidenter Prüfung. Nach ständiger Rechtsprechung sind die kantonalen Gerichte verpflichtet, kantonales Recht, das gegen Bundesrecht verstösst, nicht anzuwenden. Die verantwortlichen kantonalen Behörden müssen darüber hinaus die Vereinbarkeit von kantonalem Recht mit höherrangigem kantonalen Recht prüfen. Mithin ist einer kantonalen Verordnung, die kantonales Verfassungsrecht verletzt, die Anwendung zu versagen. Das Bundesgericht schränkte Letzteres ein, indem kantonale formelle Gesetze nicht auf ihre Vereinbarkeit mit der Kantonsverfassung (wohl aber mit dem Bundesrecht) geprüft werden müssen.
Elf Kantone verfügen über Verfassungsgerichte, die eine abstrakte Normenkontrolle vornehmen können.

## Internationaler Vergleich
Im Vergleich mit 24 OECD-Staaten verfügt die Schweiz über eine «schwache» Verfassungsgerichtsbarkeit, Dänemark, Schweden und Finnland über gar keine, Italien, Spanien und Frankreich über eine «mittlere», Deutschland, die USA und Kanada über eine «starke».
Die Verfassungsgerichtsbarkeit in der Schweiz folgt dem Einheitsmodell, auch diffuse Verfassungsgerichtsbarkeit genannt (vgl. Verfassungsgerichtsbarkeit). Alle Gerichte und Verwaltungsbehörden sind verpflichtet, eine Norm, die gegen die Bundesverfassung verstösst, von Amtes wegen nicht anzuwenden. In der Regel können sie den Erlass indessen nicht für ungültig erklären oder aufheben, sondern ihm im Einzelfall die Anwendung versagen. Für die (abstrakte) Anfechtung eines Erlasses haben einige Kantone Verfassungsgerichte eingerichtet (die zum Teil auch als Verwaltungsgerichte fungieren). Auf Bundesebene ist einzig das Bundesgericht zur Aufhebung eines kantonalen Erlasses befugt. Das hängt indessen weniger mit einer Systemänderung hin zum Trennungsmodell zusammen, sondern ist Folge davon, dass das Bundesgericht die einzige Rechtsmittelinstanz auf Bundesebene ist. Das Bundesverwaltungs- und Bundesstrafgericht beurteilen in erster Instanz Verfahren zum Bundesverwaltungs- und Bundesstrafrecht.
Deutschland (auch Frankreich, Italien oder Spanien) hat sich für ein konzentriertes System entschieden. Im Bund und in den Ländern gibt es spezialisierte Verfassungsgerichte, die das Verwerfungsmonopol haben, d. h. als einzige befugt sind, einen Rechtsakt für verfassungswidrig zu erklären. Ist eine Person der Auffassung, ein Bundesgesetz verletze das Grundgesetz, muss sie Rechtssatzverfassungsbeschwerde an das Bundesverfassungsgericht führen (mutatis mutandis in den Ländern). Ist ein Gericht überzeugt, dass eine Norm des Bundesrechts, die das Gericht anwenden muss, gegen das Grundgesetz verstösst, so muss das Gericht das Verfahren aussetzen und das Bundesverfassungsgericht anrufen (Art. 100 Abs. 1 GG, konkrete Normenkontrolle). Das Bundesverfassungsgericht entscheidet dann verbindlich über die Verfassungsmässigkeit der Norm.